# 許昌 (西漢)
许昌（?—前134年），西汉丞相。原为太常、柏至侯。许昌是汉高祖功臣柏至侯许温之孙，谥哀侯。前139年，窦婴之後为丞相，他支持太皇太后窦氏的黄老治国政策。前135年，许昌免官，田蚡为丞相。

## 家庭
- 父亲：许禄
- 母亲：□氏
- 妻子：□氏
- 长子：许安如，儿媳：□氏